# Hetvehely, Baranya
Hetvehely (în germană Hetvehell) este un sat în districtul Szentlőrinc, județul Baranya, Ungaria, având o populație de 473 de locuitori (2011).

## Demografie
Componența etnică a satului Hetvehely
     Maghiari (62,64%)
     Romi (21,65%)
     Germani (15,7%)
Componența confesională a satului Hetvehely
     Fără religie (4,44%)
     Reformați (2,75%)
     Necunoscută (92,81%)
Conform recensământului din 2011, satul Hetvehely avea 473 de locuitori. Din punct de vedere etnic, majoritatea locuitorilor (62,64%) erau maghiari, existând și minorități de romi (21,65%) și germani (15,7%). Nu există o religie majoritară, locuitorii fiind persoane fără religie (4,44%) și reformați (2,75%). Pentru 92,81% din locuitori nu este cunoscută apartenența confesională.